# كيمبرلي براينت
كيمبرلي براينت (بالإنجليزية: Kimberly Bryant) وهي مهندسة كهربائية أمريكية من أصل أفريقي عملت في مجال التكنولوجيا الحيوية في جنينتيك ونوفارتيس للقاحات ودياجنوستك وميرك آند كو. وفي عام 2011، أسست براينت مدونة «كود الفتيات السود»، وهي عبارة عن دورة تدريبية تُدرّس مفاهيم البرمجة الأساسية للفتيات السود اللواتي لا يمثلن التمثيل الكافي في مجال التكنولوجيا. بعد تأسيس كود الفتيات السود، تم إدراج براينت كواحد من «25 من الأمريكيين الأفارقة الأكثر تأثيراً في مجال التكنولوجيا» بواسطة بيزنس انسيدر.

## حياتها وتعليمها
ولدت براينت وترعرعت في ممفيس (تينيسي). وحصلت على شهادة في الهندسة الكهربائية من جامعة فاندربيلت.

## عملها
ركزت براينت دراستها في فاندربيلت على الإلكترونيات، وفي وقت مبكر من حياتها المهنية، تم توظيفها في وظائف في وستنجهاوس الكتريك ودو بونت. وفي وقت لاحق، انتقلت براينت من شركات الكهرباء إلى التكنولوجيا الحيوية ومن ثم إلى شركات الأدوية، حيث عملت في شركة فايزر وميرك، وفي جينينتيك ونوفارتيس.

### كود الفتيات السود
أسست براينت مدونة كود الفتيات السود بعد أن أبدت ابنتها اهتمامًا بتعلم برمجة الكمبيوتر، ولم تكن أي من الدورات المتوفرة في منطقة باى مناسبة لها. كان معظمها من الفتيان، ونادراً ما حضرت فتيات أمريكيات أفريقيات أخريات. فبعد أن عانت براينت نفسها من العزلة أثناء دراستها وعملها، أرادت بيئة أفضل لابنتها. وأرادت براينت أن تساعد تلك الفتيات الصغيرات، وخاصة من الأقليات، بالبقاء مشاركين في العلوم والتكنولوجيا والهندسة والرياضيات وزيادة الوعي في هذا المجال. حيث تُشكل النساء الأميركيات من أصل أفريقي أقل من 3٪ من القوى العاملة في مجال التكنولوجيا، وفأنشأت براينت كود الفتيات السود من أجل تغيير هذه النسبة وتحسينها إلى الأفضل.
كانت مدونة كود الفتيات السود تدرس برمجة الكمبيوتر للفتيات في سن الدراسة في برامج ما بعد المدرسة والصيف. تهدف المنظمة غير الربحية التي تتخذ من سان فرانسيسكو مقراً لها إلى تعليم مليون فتاة من الفتيات السود بحلول العام 2040. قامت المنظمة بالفعل بتدريب 3.000 فتاة في سبعة فصول في مدن بالولايات المتحدة، ولها فصل واحد في جوهانسبرغ بجنوب أفريقيا، مع خطط لإضافة فصول في ثماني مدن أخرى.
في آب / أغسطس 2017، اشتركت براينت في رفض التبرع بمبلغ 125 ألف دولار من قبل شركة أوبر التي اعتبرت أنها «مخادعة». وجاء التبرع في أعقاب مزاعم بالتحرش الجنسي في أوبر. كما أشارت برانت إلى أن قانون Who Girls عرض عليها عشرة أضعاف المبلغ الذي عرضته شركة أوبر على مدونة كود الفتيات السود.

### جوائز
في عام 2013، تم الاعتراف ببراينت كرائدة في البيت الأبيض للتغيير التكنولوجي. وفي العام نفسه، تم التصويت عليها كواحدة من 25 من الأمريكيين الأفارقة الأكثر تأثيراً في مجال التكنولوجيا من قبل رجال الأعمال. كما حصلت براينت على زمالة تعليم Pahara-Aspen.